# Cottus leiopomus
Cottus leiopomus är en fiskart som beskrevs av Gilbert och Evermann, 1894. Cottus leiopomus ingår i släktet Cottus och familjen simpor. IUCN kategoriserar arten globalt som sårbar. Inga underarter finns listade i Catalogue of Life.